# Aveinte
Aveinte ist ein Ort und eine zentralspanische Gemeinde (municipio) mit 73 Einwohnern (Stand: 2024) in der Provinz Ávila in der Autonomen Region Kastilien-León.

## Lage
Der Ort Aveinte liegt gut 20 km (Fahrtstrecke) nordwestlich von Ávila bzw. etwa 130 km nordwestlich von Madrid in einer Höhe von ca. 1000 m ü. d. M. Das Klima im Winter ist kühl, im Sommer dagegen trotz der Höhenlage durchaus warm; die geringen Niederschlagsmengen (ca. 400 mm/Jahr) fallen – mit Ausnahme der nahezu regenlosen Sommermonate – verteilt übers ganze Jahr.

## Bevölkerungsentwicklung
| Jahr      | 1857 | 1900 | 1950 | 2000 | 2017 |
| Einwohner | 386  | 451  | 473  | 134  | 83   |

Der starke Bevölkerungsrückgang seit den 1950er Jahren ist im Wesentlichen auf die Mechanisierung der Landwirtschaft und den damit einhergehenden Verlust an Arbeitsplätzen zurückzuführen.

## Wirtschaft
Das wirtschaftliche Leben von Aveinte ist in hohem Maße agrarisch orientiert – früher wurden Getreide, Weinreben etc. zur Selbstversorgung angepflanzt; Gemüse stammte aus den Hausgärten. Viehzucht (früher hauptsächlich Schafe und Ziegen, heute zumeist Rinder) wurde ebenfalls betrieben. Mittlerweile spielt auch der ländliche Tourismus (turismo rural) eine immer bedeutsamer werdende Rolle für das Wirtschaftsleben der Gemeinde.

## Geschichte
Über die ältere Geschichte von Aveinte nichts bekannt; auch keltische, römische und westgotische Zeugnisse fehlen. Im 8. Jahrhundert überrannten die Mauren das Gebiet; von Siedlungen ist jedoch nichts bekannt. Im 11. Jahrhundert wurde die Gegend – wahrscheinlich gewaltlos – von den Christen zurückerobert (reconquista) und wiederbesiedelt (repoblación).

## Sehenswürdigkeiten
Die Kirche Santo Tomás Apóstol stammt aus dem 16. Jahrhundert; der ursprüngliche Eingang in der von einem Glockengiebel (espadaña) mit dahinter liegendem „Wehrgang“ überhöhte Westfassade wurde in späterer Zeit zugemauert. Die aus großen Natursteinblöcken und Ziegelsteinen erbaute nahezu quadratische Apsis zeigt Mudéjar-Einflüsse, die sich auch an der später hinzugefügten Südvorhalle (portico) wiederfinden. Das Innere der Kirche ist zweischiffig und wird von einer Artesonado-Balkendecke überspannt. Hier finden sich mehrere Altarretabel (retablos) aus dem 17. und frühen 18. Jahrhundert.